# Langues polynésiennes
Les langues polynésiennes sont un continuum linguistique appartenant aux langues océaniennes (et plus précisément aux langues du Pacifique central), elles-mêmes un sous-groupe des langues austronésiennes. Elles proviennent d'un proto-polynésien reconstitué. Au nombre de trente-huit, elles sont parlées en Océanie éloignée, dans le « triangle polynésien » notamment — mais pas uniquement — dans les archipels constituant la région traditionnelle de Polynésie, ainsi que dans les exclaves polynésiennes d'Océanie et par les diasporas des différentes îles polynésiennes.
Les langues polynésiennes les plus parlées ou qui ont fait l'objet des études les plus complètes sont le tahitien, le samoan, le tongien, le maori de Nouvelle-Zélande et l'hawaïen. Elles sont gérées par le Forum des langues polynésiennes.

## Répartition géographique

### Triangle polynésien

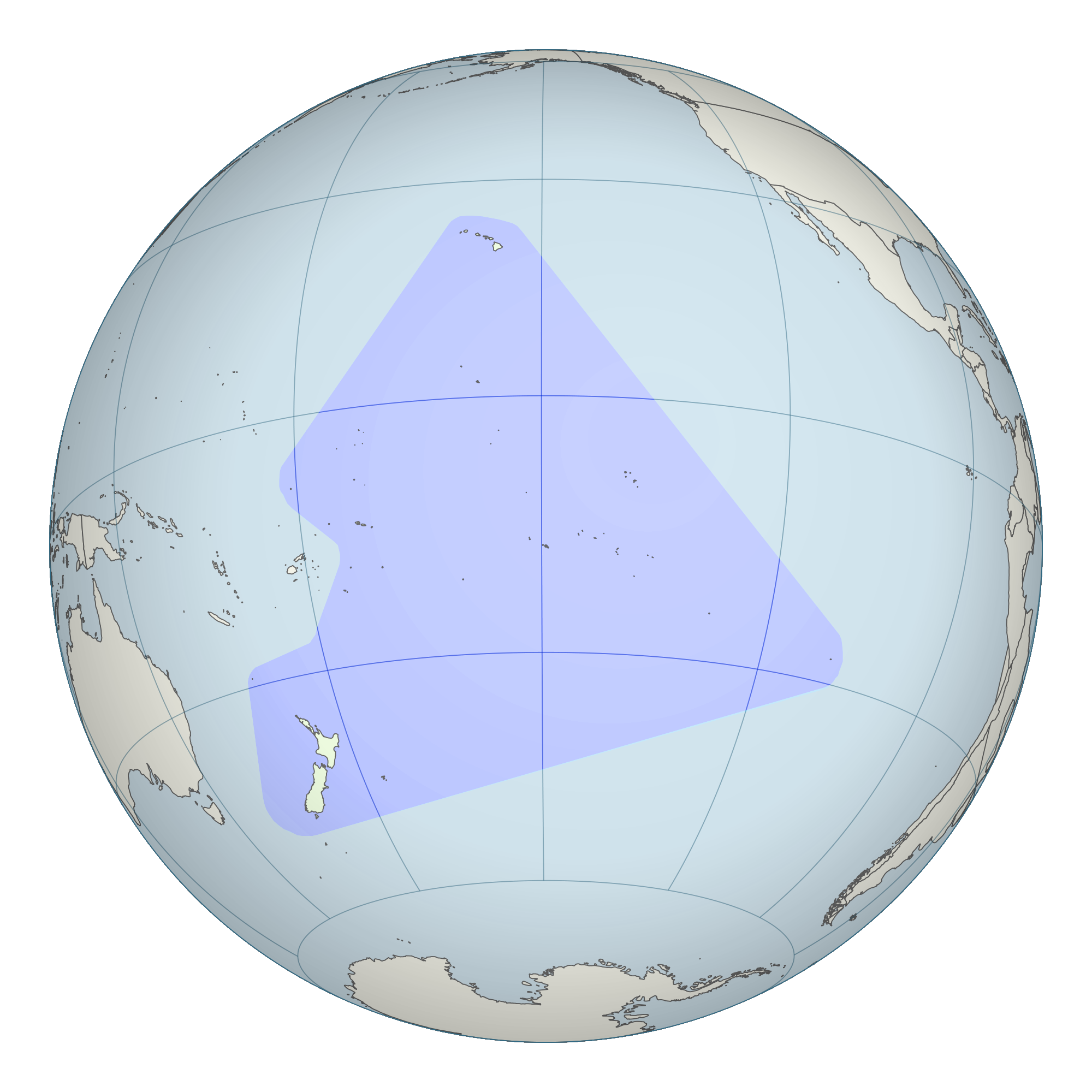
Les langues polynésiennes sont parlées à l'intérieur du triangle polynésien, ainsi que dans les exclaves polynésiennes en Mélanésie et Micronésie.

Les langues polynésiennes sont les langues vernaculaires qui sont parlées dans les archipels qui forment le triangle polynésien :
- Les Tonga.
- Les Samoa.
- Les Tuvalu.
- Niue.
- Wallis-et-Futuna (France).
- Les Tokelau (Nouvelle-Zélande).
- Les îles Cook.
- La Polynésie française (France).
- L'île de Pâques (Chili).
- Hawaii (États-Unis).
- La Nouvelle-Zélande.

### Exclaves polynésiennes

Carte des exclaves polynésiennes.

Par ailleurs, sur les 38 langues classées comme polynésiennes, 15 sont parlées à l'ouest du triangle polynésien, dans des régions (traditionnellement appelées Mélanésie, Micronésie) où coexistent également d'autres langues austronésiennes. Ces langues de Polynésie « extérieure », connues (en anglais) sous le nom de Polynesian Outliers, correspondent historiquement à des migrations relativement tardives de populations du triangle polynésien ; elles se trouvent aujourd'hui très isolées (géographiquement) de leurs cousines polynésiennes. Les archipels où l'on trouve ces exclaves sont :
- le sud de la Micronésie (2 langues),
- ce qu'on appelle traditionnellement la Mélanésie, dans les îles Salomon (6 langues), le Vanuatu (3 langues) et la Nouvelle-Calédonie (1 langue), l'île Bougainville en Papouasie-Nouvelle-Guinée (3 langues).

### Diasporas
Enfin, un grand nombre de ces langues sont parlées par des diasporas polynésiennes en Nouvelle-Zélande, Australie, Nouvelle-Calédonie (wallisien et futunien), ainsi qu'en France métropolitaine, aux États-Unis, etc. Bien souvent, le nombre de locuteurs vivant à l'étranger est bien plus élevé que ceux restés sur l'île d'origine d'où provient la langue, même si les locuteurs en diaspora ont tendance à perdre rapidement leur langue maternelle au profit de l'anglais ou du français, selon un processus de substitution linguistique.

## Situation sociolinguistique

### Vitalité des langues polynésiennes

Carte sociolinguistique de Polynésie, montrant les langues polynésiennes en danger et l'influence de plus en plus forte de l'anglais et du français ainsi que la migration des locuteurs.

La situation des langues polynésiennes au début du XXIe siècle est assez contrastée. Pour le linguiste Stephen A. Wurm, le Pacifique est l'une des régions les moins touchées par la disparition des langues : « dans les régions multilingues du Pacifique, les locuteurs d’une langue minoritaire (…) ont souvent tendance à simplement rajouter la connaissance d’une langue majoritaire à la maîtrise de leur langue vernaculaire, sans dommage [pour cette dernière] ». De même, pour le linguiste Jeffrey Marck, l'isolement de la Polynésie fait qu'une petite partie seulement des langues polynésiennes est menacée de disparition.
Ainsi, dans certaines îles, les langues polynésiennes vernaculaires sont utilisées quotidiennement par la population et sont peu menacées, comme le tongien ou le samoan. De manière générale, plus les îles sont isolées, plus leur langue est préservée[réf. nécessaire] (comme à Wallis-et-Futuna ou dans les exclaves polynésiennes).

### Statut juridique
Plusieurs langues polynésiennes sont des langues officielles, la plupart du temps en complément d'une autre langue (anglais ou français) : l'hawaïen à Hawaï, le niuéen à Niue, le maori en Nouvelle-Zélande, le maori des îles Cook aux îles Cook. Tous les États ou territoires polynésiens n'ont pas adopté une législation sur les langues officielles ; certains pays comme les Tonga ou les Samoa n'ont pas de langue officielle même si le tongien et le samoan sont parlés par la majorité de la population.
Dans les territoires et îles non indépendants, la plupart du temps les langues polynésiennes ne sont pas officielles. Ainsi, l'anglais est langue officielle aux Samoa américaines, l'espagnol sur l'île de Pâques. En Polynésie française, le français est la seule langue officielle, malgré une tentative[Quand ?] de l'assemblée de la Polynésie française pour donner la co-officialité au tahitien. Pour Jacques Leclerc, il s'agit clairement d'une politique monolingue de la part de la République française : « de tout temps, les langues autochtones de la Polynésie française ont souffert de l’indifférence des responsables français qui ont toujours pratiqué, au mieux, une politique linguistique de non-intervention, au pire, une véritable politique d’assimilation ».

### Un grand nombre de langues en danger
Un certain nombre de langues polynésiennes sont cependant des langues en voie de disparition, de plus en plus supplantées par les langues dominantes telles que l'anglais ou le français (ou l'espagnol pour l'île de Pâques), subissant un phénomène de substitution linguistique. Une grande partie de la diversité dialectale des langues polynésiennes a été perdue (En 2000, Jeffrey Marck compte 30 langues et environ 60 dialectes, dont une partie a aujourd'hui disparu ou est progressivement remplacée par la langue standard).
Plusieurs langues polynésiennes ont failli disparaître au cours du XXe siècle à cause de politiques linguistiques assimilationnistes et d'attitudes négatives vis-à-vis de ces langues, voire d'interdiction totale : l'hawaïen, le maori de Nouvelle-Zélande et le rapanui (île de Pâques). Aujourd'hui, ces langues font l'objet d'un renouveau culturel et linguistique, mais leur avenir demeure fragile. Il faut également noter que certaines langues polynésiennes sont remplacées par des langues polynésiennes (et non pas européennes) : ainsi, le niuafo'ou est supplanté par le tongien et est en passe de disparaître complètement. De même, en Polynésie Française, le tahitien agit comme une lingua franca qui tend à supplanter de plus en plus les langues locales, mais il se heurte également à l'influence du français. Cette région est donc confrontée à un double phénomène de francisation et de tahitianisation. En conséquence, « la glottodiversité remarquable de la Polynésie française est en recul ». En 2015, le linguiste Jacques Vernaudon estime même que le tahitien est en danger de disparition d'ici une génération. À cela s'ajoute le fait qu'un grand nombre de locuteurs de petites langues comme le niue ou le rarotongien vivent en Nouvelle-Zélande, où le risque d'assimilation et de disparition de la langue au bout d'une génération ou deux est beaucoup plus important. L'avenir de ces langues dépend en grande partie de la diaspora.
Enfin, certains auteurs soulignent que des langues polynésiennes qui semblent solidement établies aujourd'hui sont néanmoins en danger à long terme. Ainsi, le linguiste Yuko Otsuka estime en 2007 que le tongien, qui est la langue officielle des Tonga et parlé par plus de 100 000 personnes, est pourtant vulnérable face à l'anglais et pourrait donc devenir une langue en danger. Otsuka rappelle que la substitution linguistique est un phénomène lent et, au départ, imperceptible, mais qu'une fois qu'il est enclenché, il est très dur à enrayer. De même, Claire Moyse-Faurie juge que le futunien et le wallisien sont en danger, bien qu'elles soient parlées par la majorité de la population de Wallis-et-Futuna : elles sont dans une situation de bilinguisme déséquilibré, n'ont pas de reconnaissance officielle et le nombre de leurs locuteurs diminue.

#### Listes des langues polynésiennes en danger
D'après le Projet Langues en Danger, l'Atlas des langues en danger de l'UNESCO, et Ethnologue, voici la liste des langues polynésiennes en danger :
| Langue                      | Statut (Projet langues en danger) | Statut (UNESCO)        | Statut (Ethnologue)         | Locuteurs       | Pays/territoire             |
| --------------------------- | --------------------------------- | ---------------------- | --------------------------- | --------------- | --------------------------- |
| rarotongien                 | vulnérable                        | vulnérable             | 6b (menacé)                 | 33220           | îles Cook                   |
| pukapuka                    | en danger                         | en danger              | 6b (menacé)                 | 2030            | îles Cook                   |
| rakahanga-manihiki          | en danger                         | en danger              | 7 (en substitution)         | 320             | îles Cook                   |
| tongareva (Penrhyn)         | en grand danger                   | sérieusement en danger | 7 (en substitution)         | 500 environ     | îles Cook                   |
| rapanui                     | menacée                           | sérieusement en danger | 6b (menacé)                 | 2000 environ    | île de Pâques               |
| hawaïen                     | en grand danger                   | en situation critique  | 2 (langue provinciale)      | 300 environ     | Hawaï                       |
| niuéen                      | menacé                            | en danger              | 1 (langue nationale)        | 7990            | Niue                        |
| maori de Nouvelle-Zélande   | vulnérable                        | vulnérable             | 6b (menacé)                 | 60260           | Nouvelle-Zélande            |
| fagauvea                    | -                                 | vulnérable             | 6b (menacé)                 |                 | Nouvelle-Calédonie          |
| kapingamarangi              | menacé                            | sérieusement en danger | 4 (langue d'enseignement)   | 3000            | États fédérés de Micronésie |
| austral / langues australes | menacé                            | en danger              | 7 (en substitution)         | 8000            | Polynésie française         |
| rapa                        | en danger critique                | sérieusement en danger | 7 (en substitution)         | 50 (moins de)   | Polynésie française         |
| mangarévien                 | en danger                         | sérieusement en danger | 7 (en substitution)         | 900 (moins de)  | Polynésie française         |
| paumotu                     | vulnérable                        | en danger              | 7 (en substitution)         | 14000           | Polynésie française         |
| marquisien du Sud           | menacé                            | -                      | 7 (en substitution)         | 1000 à 2000     | Polynésie française         |
| marquisien du Nord          | -                                 | -                      | 7 (en substitution)         |                 | Polynésie française         |
| tokelau                     | menacé                            | sérieusement en danger | 5 (en développement)        | 8000 (moins de) | Tokelau                     |
| niuafo'ou                   | -                                 | -                      | 7 (en substitution)         |                 | Tonga                       |
| tuvaluan                    | vulnérable                        | en danger              | 3 (langue de communication) | 9000 environ    | Tuvalu                      |

À ce tableau se rajoutent au moins deux langues polynésiennes disparues : le niuatoputapu, parlé sur l'île de Niuatoputapu (Tonga) mais supplanté par le tongien avant le XIXe siècle,, et le moriori, anciennement parlé sur les îles Chatham.

## Classification interne
L'ancêtre de toutes les langues polynésiennes est le proto-polynésien. Cependant, la classification précise des langues polynésiennes n'est pas encore déterminée avec précision et plusieurs auteurs ont proposé leurs modèles. La classification de ces langues reflète l'histoire du peuplement de la Polynésie ainsi que les contacts entre les différents peuples des îles de la région. Elle est étudiée à la fois par la linguistique et par l'archéologie. Établir la classification des langues polynésiennes revient ainsi à retracer leur histoire.

### Premières études sur les langues polynésiennes (XVIIIesiècle)

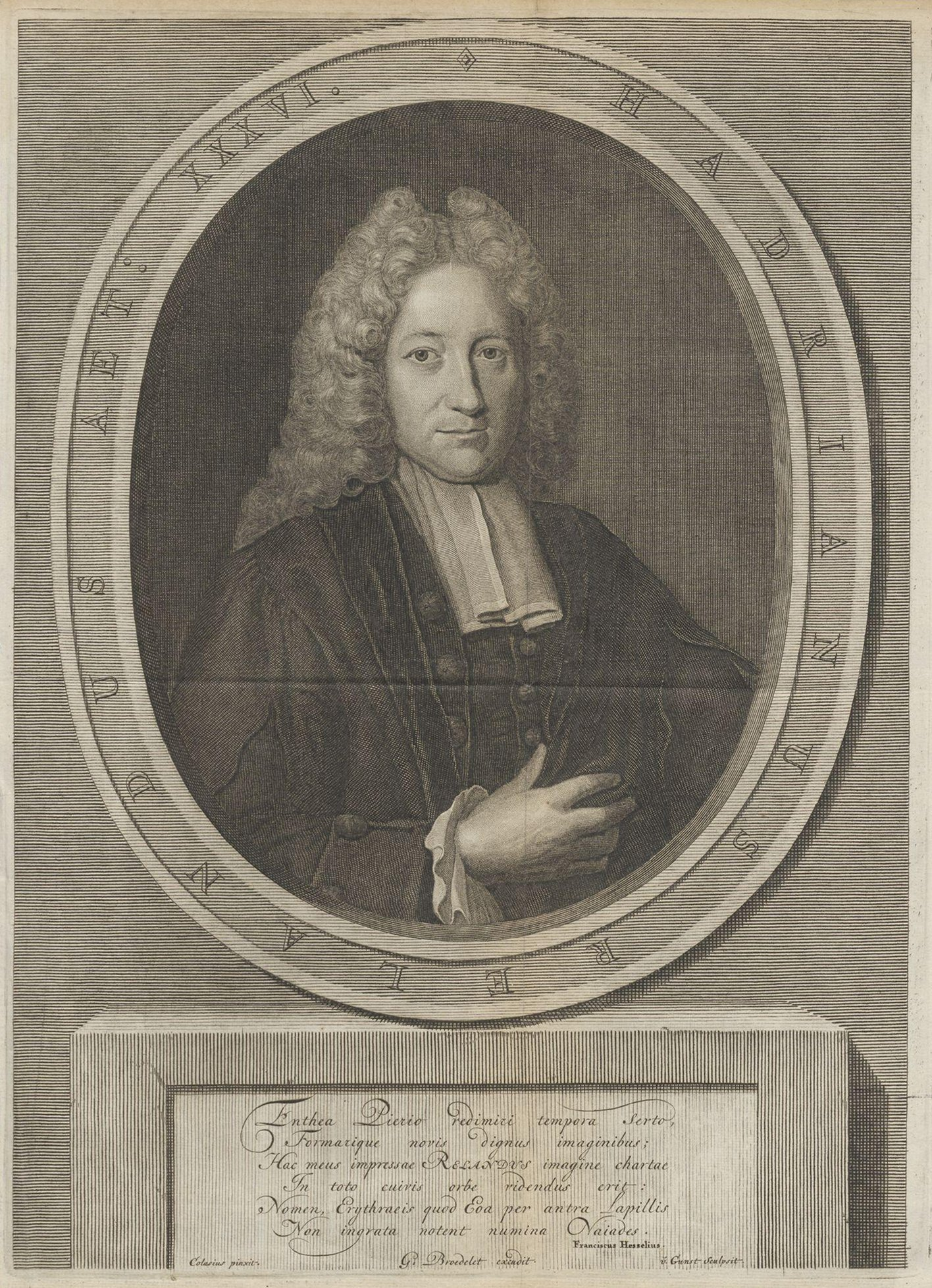
En 1706, le hollandais Adrien Reland est le premier à remarquer la similitude entre les langues polynésiennes.

En 1706, le hollandais Adrien Reland est le premier auteur à mettre en évidence la similarité entre le futunien, le niuatoputapu (aujourd'hui disparue), le malais et le malgache (ces langues appartiennent à la grande famille des langues austronésiennes). Par la suite, les linguistes Reinhold et George Foster accompagnant James Cook dans ses voyages dans le Pacifique (1768-1779) notent la très grande proximité des langues polynésiennes, émettant l'idée d'un ancêtre commun (protolangue) et indiquent que ces langues forment un continuum dialectal.

### Classification traditionnelle (Green et Pawley, 1966)
Emory (1946) et Elbert (1953) font partie des premiers chercheurs qui ont tenté de classer ces langues.
La classification des langues polynésiennes classique a été élaborée en 1966 par les linguistes Andrew Pawley et Roger Green, qui proposent cinq sous-groupes : d'un côté, le groupe tongique et de l'autre le groupe polynésien nucléaire, lui-même divisé en samoïque outlier et polynésien oriental. Ce dernier se subdivise entre rapanui et central-oriental, qui lui-même se sépare entre langues marquisiennes et langues tahitiennes.
L'arbre suivant donne la classification traditionnelle des langues polynésiennes de Pawley et Green :
- Proto-Polynésien
  - Proto-Tongique
    - Tongien
    - Niuéen

  - Proto-Polynésien nucléaire
    - Proto-Samoïque outlier
      - Samoan
      - Wallisien
      - Futunien
      - Outliers

    - Proto-Polynésien oriental
      - Rapanui
      - Proto-Central-oriental
        - Proto-marquisien
          - Hawaiien
            - Marquisien
            - Mangarévien

        - Proto-tahitien
          - Tahitien
          - Paumotu
          - Maori des îles Cook
          - Maori de Nouvelle-Zélande
            - Moriori

Toutes les langues polynésiennes ne sont pas incluses dans cette classification. Par exemple, le niuafo'ou a tantôt été inclus au sein du groupe tongique, tantôt aux côtés du wallisien. De même, le tuvaluan est inclus au sein des outliers dans le groupe proto-samoïque outlier[réf. nécessaire].

### Nouvelle classification (Marck, 1999)
En 1999 puis 2000 Jeffrey Marck a remis en cause cette classification. Il estime notamment que le groupe samoïque est trop peu attesté. Il propose une nouvelle classification, dans laquelle certaines langues restent non-classées précisément, par manque de données :
- Proto-Polynésien
  - Proto-Tongique
    - Tongien
    - Niuéen

  - Proto-Polynésien nucléaire
    - Langues non-classées
      - Pukapuka
      - Wallisien
      - Futunien
      - Fagauvea
      - Futuna-aniwa
      - Emae
      - Mele-Fila
      - Tikopia
      - Anuta
      - Rennell-bellona

    - Proto-élicéen
      - Samoïque
        - Samoan
        - Tokelauan

      - Langues élicéennes outlier
        - Tuvaluan
        - Nukoro
        - Kapingamarangi
        - Nukuria
        - Takuu
        - Nukumanu
        - Luanguia (Ontong Java)
        - Sikaiana
        - Vaeakau-taumako

      - Proto-polynésien oriental
        - Rapanui
        - Proto-polynésien oriental central
          - Proto-tahitien
            - Tahitien
            - Maori de Nouvelle-Zélande
              - Moriori

            - Paumotu
            - Rarotongien
            - Mangaia
            - Tongareva
            - Manihiki

          - Proto-Marquisien
            - 
              - Marquisien
              - Mangarévien

            - Hawaiien

### Wilson (2012)
En 2012, Wililam H. Wilson étudie les langues parlées dans les exclaves polynésiennes et propose une nouvelle classification des langues polynésiennes, notamment orientales. Estimant que le peuplement de la Polynésie orientale s'est fait non pas à partir du centre de la Polynésie, mais depuis les îles Salomon, il propose l'existence du sous-groupe linguistique Proto-Northern Outlier-East Polynesian (Proto-Exclaves du nord - polynésien oriental). Selon lui, les langues polynésiennes orientales (tahitien, hawaïen, maori de Nouvelle-Zélande, etc) proviennent des langues parlées dans les exclaves polynésiennes du nord, notamment des îles Carolines et des îles Salomon.
- Proto-Exclaves du nord - polynésien oriental
  - Proto-exclave carolinien (Proto-Carolinean Outlier)
    - Kapingamarangi
    - Nukuoro

  - Proto-exclaves du nord des Salomons-polynésien oriental (Proto-Solomons Northern Outlier-East Polynesian)
    - Sikaiana
    - Proto-exclave central-nord - polynésien oriental (Proto-Central Northern Outlier-East Polynesian)
      - Proto exclave centre-nord (Proto-Central Northern Outlier)
        - Takuu
        - Luangiua

      - Proto-polynésien oriental
        - Rapanui
        - Hawaïen
        - Maori de Nouvelle-Zélande
        - etc.

### Walworth (2014) - langues polynésiennes orientales
En 2014, Mary Walworth propose de revoir la classification des langues polynésiennes orientales proposée par Marck, au vu des nouveaux éléments apportés par l'archéologie qui contredisent le consensus jusqu'ici accepté en linguistique. Walworth estime qu'il n'y a eu qu'une seule vague de peuplement de la Polynésie orientale, mais que des contacts se sont poursuivis entre les différentes îles, ce qui a pu entraîner des influences mutuelles entre les diverses langues. Seul le rapanui parlé sur l'île de Pâques serait apparu plus tôt que les autres et se serait développé en isolation.
Walworth propose la classification suivante des langues polynésiennes orientales :
- Proto-polynésien oriental
  - Rapanui
  - Proto-polynésien nucléaire oriental-central
    - Tahitien
    - Maori de Nouvelle-Zélande
    - Paumotu
    - Rarotongien
    - Mangaia
    - Manihiki
    - Marquisien
    - Mangarévien
    - Hawaïen

## Phonologie
Les langues polynésiennes sont marquées par une relative simplicité phonologique.
Pour Steven Roger Fischer, les langues polynésiennes sont parmi les plus conservatrices au monde : en effet, leur grammaire, leur vocabulaire et leur phonologie sont restées pratiquement les mêmes plus de 3 500 ans. L'homogénéité des langues polynésiennes s'explique notamment par les contacts intenses maintenus entre les différentes îles et archipels jusqu'à l'arrivée des occidentaux dans la région.

### Voyelles
Toutes les voyelles de ces langues sont identiques. Elles sont au nombre de 5 (a, e, i, o, u) avec systématiquement des oppositions pertinentes (en d'autres termes phonologiques) entre voyelles brèves et allongées.
Selon les graphies en vigueur, l'allongement vocalique est noté par un macron ou un redoublement de la voyelle, ou n'est pas noté du tout.
|            | Antérieure                              | Centrale                                | Postérieure                             |
| ---------- | --------------------------------------- | --------------------------------------- | --------------------------------------- |
| Fermé      | [i] (courte) ( Écouter) [iː] (allongée) |                                         | [u] (courte) ( Écouter) [uː] (allongée) |
| Semi-fermé | [e] (courte) ( Écouter) [eː] (allongée) |                                         | [o] (courte) ( Écouter) [oː] (allongée) |
| Ouverte    |                                         | [a] (courte) ( Écouter) [aː] (allongée) |                                         |

### Consonnes
Comme le montre le tableau ci-dessous, il existe sur le plan consonantique une plus grande différenciation.
|                               | tongien | samoan | pascuan | tahitien | māori des îles Cook | māori de Nouvelle-Zélande | hawaïen |
| ----------------------------- | ------- | ------ | ------- | -------- | ------------------- | ------------------------- | ------- |
| [f] ( Écouter) [ɸ] ( Écouter) | +       | +      | -       | +        | (+).                | +                         | -       |
| [h] ( Écouter)                | +       | -      | +       | +        | (+)                 | +                         | +       |
| [k] ( Écouter)                | +       | (+)    | +       | -        | +                   | +                         | +       |
| [l] ( Écouter)                | +       | +      | -       | -        | -                   | -                         | +       |
| [m] ( Écouter)                | +       | +      | +       | +        | +                   | +                         | +       |
| [n] ( Écouter)                | +       | +      | +       | +        | +                   | +                         | +       |
| [ŋ] ( Écouter)                | +       | +      | +       | -        | +                   | +                         | -       |
| [p] ( Écouter)                | +       | +      | +       | +        | +                   | +                         | +       |
| [r] ( Écouter)                | -       | -      | +       | +        | +                   | +                         | -       |
| [s] ( Écouter)                | -       | +      | -       | -        | (+)                 | -                         | -       |
| [t] ( Écouter)                | +       | +      | +       | +        | +                   | +                         | (+)     |
| [v] ( Écouter)                | +       | +      | +       | +        | +                   | -                         | +       |
| [w] ( Écouter)                | -       | -      | -       | -        | -                   | +                         | +       |
| [`] ( Écouter)                | +       | +      | +       | +        | +                   | (+)                       | +       |

## Permanences et variations lexicales
Du point de vue linguistique, les langues polynésiennes forment un groupe particulièrement homogène, bien qu'il n'y ait aujourd'hui pas d'intercompréhension mutuelle nette entre la plupart d'entre elles. Elles descendent toutes d'une même protolangue, le proto-polynésien. En raison de l'installation relativement récente des hommes dans les îles de Polynésie – elle n'a commencé qu'il y a deux mille ans environ, voir peuplement de l'Océanie – et depuis lors, de la fréquence des contacts et des relations interinsulaires, ces langues conservent de nombreux traits communs phonologiques, syntaxiques ou lexicaux.

### Quelques exemples
(Ne sont notées ci-dessous que les prononciations phonétiques. Concernant la ou les graphies, se reporter aux articles de chaque langue)
Dans les mots qui sont restés semblables entre diverses langues, on trouve par exemple le mot "ciel" (en māori et en pascuan - Rapa Nui : [raŋi], en samoan, wallisien, futunien et en tongien : [laŋi], en hawaïen : [lani], en marquisien du nord : ['aki] en marquisien du sud : ['ani], à comparer au malais langit) et le mot "maison" (māori : [ɸare], pascuan : [hare], tahitien : [fare], samoan, wallisien, futunien : [fale], hawaïen [hale], marquisien du nord : [ha'e], marquisien du sud : [fa'e], à comparer au malais balai)[réf. nécessaire].
Il arrive également que le champ sémantique d'un même terme ait pu évoluer de manière différente d'une île à l'autre ou encore que d'autres disparaissent ou tombent en désuétude. En particulier à Tahiti, le « tapu » (interdiction de prononcer) du nom royal entraînait la création d'un mot nouveau pour remplacer celui utilisé par le roi. C'est le cas du ['ai] (« nourriture, manger ») en tahitien, remplacé par ['amu], ou encore [rua] qui a disparu au profit de [piti], alors même que le terme a survécu dans la plupart des autres langues sous la forme [rua], [lua]...[réf. nécessaire] Le cas de « po » (nuit) en tahitien est également concerné. Devenu « tapu » à la suite du changement de nom de Tu, roi de Pare, devenu roi de Tahiti sous le nom de Pomare, « rui » fut le mot créé pour désigner la nuit. Mais l'affaiblissement des traditions et la destruction culturelle fit que le mot ne rentra jamais complètement en usage. Aujourd'hui il n'est utilisé que pour l'emphase poétique dans les discours[réf. nécessaire].
|                    | tongien           | samoan             | pascuan   | tahitien             | māori des îles Cook | māori de Nouvelle-Zélande | marquisien                     | hawaïen  | malgache                                              |
| ------------------ | ----------------- | ------------------ | --------- | -------------------- | ------------------- | ------------------------- | ------------------------------ | -------- | ----------------------------------------------------- |
| Aller              | [haele] ou ['alu] | [alu]              | [haere]   | [haere]              | ['aere]             | [haere]                   | [he'e]                         | [hele]   | [hale] ou [aloa]                                      |
| Manger nourriture  | [kai]             | ['ai]              | [kai]     | ['ai]                | [kai]               | [kai]                     | [kai]                          | ['ai]    | [Inana] ou [Kaina]                                    |
| dormir             | [mohe]            | [moe]              | [moe]     | [moe]                | [moe]               | [moe]                     | [moe]                          | [moe]    | [mandry] ou [matory]                                  |
| ciel               | [laŋi]            | [laŋi]             | [raŋi]    | [ra'i]               | [raŋi]              | [raŋi]                    | ['ani] ou ['aki]               | [lani]   | [Lanitra] ou [Andro]                                  |
| nuit               | [po:]             | [po:]              | [po:]     | [po:]                | [po:]               | [po:]                     | [po:]                          | [po:]    | [Alina] ou [Maizina]                                  |
| patate douce       | [ku:mala]         | ['u:mala]          | [ku:mara] | ['u:mara]            | [ku:mara]           | [ku:mara]                 | ['u:ma'a] ou [kuma'a]          | ['u:ala] | [vomanga] [ʋala]                                      |
| taro               | [talo]            | [talo]             | [taro]    | [taro]               | [taro]              | [taro]                    | [ta'o]                         | [kalo]   | [Talo] ou [Hala]                                      |
| pirogue            | [popa:o]          | [va'a] ou [paopao] | [vaka]    | [va'a]               | [vaka]              | [waka]                    | [va'a] ou [vaka]               | [ʋa'a]   | [Baka]                                                |
| maison             | [fale]            | [fale]             | [hare]    | [fare]               | ['are]              | [ɸare]                    | [fa'e] ou [ha'e]               | [hale]   | [vala] ou [Trano] ou [Faly]                           |
| pays, terre, île   | [fonua]           | [fanua]            | [henua]   | [fenua]              | ['enua]             | [ɸenua]                   | [fenua]                        | [honua]  | [Fonoa] ou [Tany]                                     |
| autochtone         | [maoli]           | [mao'i]            | [ma'ori]  | [maori] ou [ma:'ohi] | [ma:ori]            | [ma:ori]                  | [mao'i]                        | [maoli]  | [Maory]                                               |
| étranger, Européen | [palaŋi]          | [papalaŋi]         | ????      | [popa'a:]            | [papa'a:]           | [pa:keha:]                | [hao'e]                        | [haole]  | [vozongo] ou [vazaha] ou [olona hafa] [mpizahan-tany] |
| Français           | ???               | [falaŋi]           | ???       | [farani]             | [varaini]           | [wi:wi:]                  | [farani]                       | [palani] | [Frantsay]                                            |
| homme              | [taŋata]          | [taŋata]           | [taŋata]  | [ta'ata]             | [taŋata]            | [taŋata]                  | ['enata], ['enana] ou [kenana] | [kanaka] | [Ranada] ou [Olona] ou [Taranaka]                     |

Pour comparaison, dans d'autres langues austronésiennes :
- « Manger » se dit kain en tagalog des Philippines,
- En indonésien, « ciel » se dit langit, balai est un des mots pour « maison », et benua veut dire « terre », « continent »[réf. nécessaire].

### Influence des langues européennes
Certaines langues polynésiennes ont été fortement affectées par la colonisation européenne. Aussi bien le māori que l'hawaïen, par exemple, ont perdu beaucoup de terrain par rapport à l'anglais, et n'ont pu commencer à se rétablir que récemment. À Wallis-et-Futuna, les langues vernaculaires (wallisien et futunien) ont été fortement influencées par le latin introduit par les missionnaires ; aujourd’hui, l'influence vient surtout du français.
Les emprunts sont également fréquents particulièrement pour les néologismes. Par exemple [motoka:], voiture, de l'anglais « motorcar » en māori des îles Cook et en wallisien, [nuti], nouvelles, actualités, de l'anglais « news »[réf. nécessaire]. Les néologismes ne sont néanmoins pas les seuls emprunts. Ainsi en tahitien, l'expression [ifo] (du français « il faut ») est utilisée en tant que marqueur pour exprimer le devoir, l'obligation, l'injonction bien que le marqueur ['a] soit également utilisé (ex : 'a māmū ! tais-toi !)[réf. nécessaire].

## Syntaxe

### La possession
Dans toutes ces langues, on retrouve un double système de possession : en Ā [a:] et Ō [o:] généralement décrite comme « faible » et « forte » [réf. nécessaire];
- La possession en « Ā » est utilisée quand le possesseur a le contrôle sur la relation, est supérieur ou dominant à celle-ci ou lorsque la possession est considérée comme aliénable.
- La possession en « Ō » est utilisée quand le possesseur n'a aucun contrôle sur la relation, est inférieur ou subordonné à celle-ci, ou lorsque la possession est considérée comme inaliénable.

### Marqueurs aspectuels
Les langues polynésiennes expriment le temps et l'aspect de différentes manières : [réf. nécessaire]
|                    | tongien | samoan         | pascuan                   | tahitien     | māori des îles Cook                                     | māori de Nouvelle-Zélande   | hawaïen      | malgache |
| ------------------ | ------- | -------------- | ------------------------- | ------------ | ------------------------------------------------------- | --------------------------- | ------------ | -------- |
| présent progressif | ['oku]  | ['o lo'o]      | ???                       | [te]...[nei] | [te]...[nei]                                            | [e]...[ana] ou [kei te]     | [ke]...[nei] | [mi]     |
| perfectif          | [na'a]  | ['ua] ou [sa:] | [ku]…[ana] (ou [ku]…[a:]) | ['ua]        | [kua]                                                   | [kua]                       | [ua]         | [te]     |
| accompli           | [na'e]  | [na]           | [i]                       | [i]          | [i]                                                     | [i]                         | [i]          | [efa]    |
| inaccompli         | [ka]    | ['o le 'a:]    | [ka]                      | [e]          | [ka]                                                    | [ka]                        | [wa:]        | [mbola]  |
| désidératif        | [ke]?   | ['e], ['ia]    | [ki:]                     | ['ia]        | [kia]                                                   | [kia]                       | [o:]         | [te]     |
| devoir, obligation | ???     | ???            | ???                       | ['a]         | ['e:]                                                   | [me]                        | [e]          | [milh]   |
| interdiction       | ['oua]  | ['aua]         | [o]                       | ['eiaha]     | ['auraka] (ou sa contraction ['aua]) ou encore ['eia'a] | [kaua] ou [kauaka] ou [aua] | [mai]        | [tsi]    |

### Déictiques personnels
Une autre caractéristique, commune non seulement aux langues polynésiennes mais à la plupart des langues du Pacifique, concerne l'existence d'un duel qui vient s'ajouter au singulier et au pluriel. Ces langues distinguent également l'inclusif et l'exclusif à la première personne du duel et du pluriel.
- Singulier[réf. nécessaire]

|          | tongien | samoan | pascuan | tahitien             | māori des îles Cook | māori de Nouvelle-Zélande | marquisien     | hawaïen       | malgache |
| -------- | ------- | ------ | ------- | -------------------- | ------------------- | ------------------------- | -------------- | ------------- | -------- |
| je, moi  | ['ou]   | [a'u]  | [au]    | [vau], [au] ou [wau] | [au]                | [ahau] ou [au]            | [au]           | [au] ou [ʋau] | [aho]    |
| tu, toi  | ['oe]   | ['oe]  | [koe]   | ['oe]                | [koe]               | [koe]                     | ['oe] ou [koe] | ['oe]         | [ianao]  |
| il, elle | [ia]    | [ia]   | [:ia]   | ['o:na] ou ['oia]    | ['aia]              | [ia]                      | [ia]           | [ia]          | [ireo]   |

- Duel[réf. nécessaire]

|                 | tongien  | samoan   | pascuan  | tahitien | māori des îles Cook | māori de Nouvelle-Zélande | marquisien         | hawaïen | malgache  |
| --------------- | -------- | -------- | -------- | -------- | ------------------- | ------------------------- | ------------------ | ------- | --------- |
| nous exclusif   | [kimaua] | [ma'ua]  | [ma:ua]  | [ma:ua]  | [ma:ua]             | [ma:ua]                   | [maua]             | [ma:ua] | [izahay]  |
| nous inclusif   | [kitaua] | [ta'ua]  | [ta:ua]  | [ta:ua]  | [ta:ua]             | [ta:ua]                   | [taua]             | [ka:ua] | [isika]   |
| vous exclusif   | [kimoua] | ['oulua] | [ko:rua] | ['o:rua] | [ko:rua]            | [ko:rua]                  | ['o'ua] ou [ko'ua] | ['olua] | [ianareo] |
| ils, elles deux | [kinaua] | [la'ua]  | [ra:ua]  | [ra:ua]  | [ra:ua]             | [ra:ua]                   | ['aua]             | [la:ua] | [izareo]  |

- Pluriel[réf. nécessaire]

|               | tongien     | samoan   | pascuan  | tahitien | māori des îles Cook | māori de Nouvelle-Zélande | marquisien         | hawaïen  |
| ------------- | ----------- | -------- | -------- | -------- | ------------------- | ------------------------- | ------------------ | -------- |
| nous exclusif | [kimautolu] | [matou]  | [ma:tou] | [ma:tou] | [ma:tou]            | [ma:tou]                  | [matou]            | [makou]  |
| nous inclusif | [kitautolu] | [tatou]  | [ta:tou] | [ta:tou] | [ta:tou]            | [ta:tou]                  | [tatou]            | [kakou]  |
| vous exclusif | [kimoutolu] | ['outou] | [ko:tou] | ['outou] | [ko:tou]            | [koutou]                  | ['otou] ou [kotou] | ['oukou] |
| eux tous      | [kinautolu] | [latou]  | [ra:tou] | [ra:tou] | [ra:tou]            | [ra:tou]                  | ['atou]            | [la:kou] |

## Dans la littérature
Dans son roman Les Immémoriaux (1907), Victor Segalen souligne la proximité entre les langues polynésiennes : « Tous les mots dont ils désignaient les êtres autour d’eux, le ciel, les astres, le culte et les tapu, ces mots étaient frères aussi. Chacun sans doute les disait à sa manière : le rude prononcer des gens d’Anaá et de Nuú-Hiva — qu’ils appelaient Nuku-Hiva — heurtait les molles oreilles des Tahitiens beaux parleurs. Ceux-ci roulaient volontiers sur la langue les syllabes qui frétillent. D’autres glapissaient avec le creux de leur gosier. Mais on oubliait ces discords, et, de part et d’autre, on échangeait de longs appels de bienvenue ».